# Văn Thị Thanh
Văn Thị Thanh (sinh ngày 27 tháng 8 năm 1985) là một huấn luyện viên và cựu cầu thủ bóng đá nữ người Việt Nam chơi ở vị trí tiền vệ. Cô cũng là thành viên của Đội tuyển bóng đá nữ quốc gia Việt Nam

## Sự nghiệp câu lạc bộ
Văn Thị Thanh chơi cho Phong Phú Hà Nam từ năm 2001 đến năm 2011. Cô chơi 72 trận và ghi 38 bàn thắng. Đến năm 2011, Văn Thị Thanh kết thúc sự nghiệp cầu thủ của mình trong màu áo câu lạc bộ sau khi cùng Phong Phú Hà Nam đoạt HCB giải VĐQG.

## Sự nghiệp quốc tế
Văn Thị Thanh có trận ra mắt đội tuyển Việt Nam năm 2003. Và cũng trong năm 2003 ở tuổi 17, cô là người ghi bàn quyết định giúp tuyển nữ Việt Nam giành huy chương vàng SEA Games 22 trên sân nhà. Danh hiệu Quả bóng vàng 2003 cũng được trao cho cô gái người Hà Nam. Cô cũng góp mặt ở hai vòng loại Cúp bóng đá nữ châu Á (2008 và 2010). Sau những năm thi đấu đỉnh cao, Văn Thị Thanh giã từ đội tuyển quốc gia vào năm 2009, và giải nghệ sau đó 2 năm. Cô giải thích lý do giải nghệ khi mới 26 tuổi là vì sau khi giành vinh quang cùng đội tuyển ở SEA Games cô muốn tập trung học xong đại học nên muốn nhường lại cơ hội cho các cầu thủ trẻ còn cô lui về làm một huấn luyện viên.

## Giải thưởng
- Quả bóng vàng Việt Nam(2003)
- Quả bóng bạc Việt Nam(2005)